# Jean-Baptiste Nompère de Champagny
Jean-Baptiste de Champagny, conte di Nompère e duca di Cadore (Roanne, 4 agosto 1756 – Parigi, 3 luglio 1834), è stato un politico e militare francese.
Membro degli Stati Generali per la nobiltà nel 1789, fu nominato ambasciatore a Vienna da Napoleone Bonaparte nel 1801 e mantenne la carica fino al 1804. Fu Ministro dell'interno dal 1804 al 1807 e Ministro degli affari esteri dal 1807 al 1811 e senatore dal 1813. Dopo il congresso di Vienna fu creato pari di Francia.

## Biografia

### I primi anni e l'inizio della carriera militare
La famiglia di Jean-Baptiste Nompère de Champagny, pur godendo di un titolo nobiliare, viveva da qualche tempo in avverse fortune e per questo il giovane venne destinato alla carriera militare. Suo padre, rimasto vedovo poco dopo la sua morte, si risposò con una sorella dell'abate Joseph Marie Terray, ministro di Luigi XV di Francia, il quale riuscì a far ottenere al giovane Jean-Baptiste non solo la sua protezione, ma anche una borsa di studio per il collegio di La Flèche (1765). Terminato brillantemente il suo percorso di studi, venne ammesso all'École militaire di Parigi nel 1770, da dove decise poi di entrare nella marina militare francese.
Nel maggio del 1771, all'età di 15 anni, venne ammesso in marina col grado di guardiamarina e dal 1774 venne imbarcato a bordo della fregata La Flore con l'incarico di recare la notizia dell'ascesa di re Luigi XVI al trono francese al dey di Algeri ed al bey di Tunisi. Nel 1775, tornato in Francia, ottenne il grado di alfiere. Si imbarcò quindi sull' Écureuil.

### La campagna militare in America
Il giovane Nompère prese parte alla guerra d'indipendenza americana e dal 1° gennaio 1776 si trovò imbarcato a bordo della Dédaigneuse, diretta a Santo Domingo. Nel 1778 venne imbarcato sulla Fier con la quale prese parte all'invasione di Grenada nel luglio 1779 .
Tenente di vascello dall'aprile del 1780, venne trasferito a bordo dell' Émeraudeè e nel 1782 come secondo in comando della Couronne, nello squadrone dell'ammiraglio de Grasse, prese parte alla battaglia al largo delle Saintes dal 9 al 12 aprile, dove venne gravemente ferito alla mascella. Dato per morto, il suo corpo stava per essere gettato a mare quando il visconte di Vielle si accorso che era ancora vivo. Dopo essersi ripreso dalle ferite subite, venne nominato cavaliere dell'Ordine di San Luigi e proseguì la campagna militare. Venne nominato membro della Società dei Cincinnati. Passò quindi al comando della Pandour.
Il marchese di Castries gli offrì quindi l'opportunità di prendere parte alla spedizione di Jean-François de La Pérouse, che avrebbe dovuto esplorare l'Oceano Pacifico con diversi scienziati a bordo. Rifiutò perché quell'anno avrebbe dovuto sposare Victoire Blandine Huë de Grosbois; tuttavia, il matrimonio non ebbe luogo che due anni dopo.
Capitano di corvetta nel maggio del 1786, lasciò la marina nel 1787 dopo aver preso parte in tutto a nove campagne ed aver combattuto in cinque battaglie, tra le quali quelle di Ouessant (1778) e di Grenada (1779).
Il 22 gennaio 1787 sposò a Saint-Vincent-de-Boisset, Victoire Blandine Huë de Grosbois (1770-1821), che aveva appena ereditato il castello locale. Questa unione segnò la fine della sua brillante carriera militare e lo indusse sempre più a interessarsi alla politica.

### La carriera politica

#### Gli Stati Generali del 1789
Il 23 marzo 1789 venne eletto deputato nelle fila della nobiltà agli Stati generali del 1789 per il baliato di Forez (Montbrison). Il popolo di Roanne, tenendolo in altissima stima, lo nominò il 23 luglio 1789 quale comandante della guardia cittadina locale ed a lui si dovette il merito di aver fatto tutto il possibile per evitare la carestia in città, oltre ad aver fatto ricostruire il ponte che la collegava a Le Coteau, spazzato via nel corso della terribile alluvione del 1790.
Protestò contro l'abolizione dei titoli nobiliari nel corso della seduta del 4 agosto 1791 si distinse sempre ad ogni modo per la sua eloquenza e moderazione, motivo per cui venne nominato segretario dell'Assemblea nazionale costituente dal 16 febbraio 1790 nonché membro del comitato della marina e delle colonie. Nel 1790, difese apertamente il conte Albert de Rions, un ufficiale sotto il quale aveva precedentemente prestato servizio come capo squadrone, il quale era stato portato d'innanzi all'Assemblea Nazionale affinché fosse giudicata la sua condotta durante l'assedio a Tolone. L'imputato venne assolto da ogni accusa anche grazie alla difesa che ne fece de Champagny. Propose poi diverse riforme e miglioramenti al codice di legislazione marittima, chiedendone l'assimilazione a quello utilizzato dalla Royal Navy.
Alla chiusura dei lavori dell'Assemblea Costituente (30 settembre 1791), si ritirò nelle terre di sua proprietà nel Forez ed in particolare nel suo castello di Anzy, vicino a Roanne. Qui venne arrestato su ordine di Jean-Marie Lapalus nel novembre del 1793 non solo come nobile ma anche come sospettato di cospirazione ai danni della repubblica durante il governo del Terrore e passò alcuni mesi in prigione nel convento delle Orsoline prima di essere trasferito al carcere dei Minimi. Dimenticato in cella, venne liberato il 3 settembre 1794 dopo la caduta di Robespierre. Si ritirò nuovamente in campagna a Saint-Vincent-de-Boisset, continuando a tenersi lontano dalla vita pubblica sino al colpo di stato di Napoleone il 18 brumaio.

#### Ambasciatore a Vienna
Dopo il colpo di Stato che portò Napoleone Bonaparte al potere in Francia, fece parte del Direttorio per il dipartimento della Loira prima di essere chiamato a Parigi direttamente dal primo console che lo volle con sé nel nuovo consiglio di stato inaugurato nel 1799, delegandolo per la marina militare. Venne incaricato di comunicare al parlamento i voti per l'accettazione della nuova costituzione firmata nell'anno VIII e di comunicare al parlamento la ripresa delle ostilità con l'Austria.
Probabilmente su proposte di Charles-François Lebrun, terzo console, venne nominato ambasciatore di Francia a Vienna il 20 giugno 1801 e venne nominato senatore. Furono anni difficili alla guida della legazione francese presso l'imperatore, ma la sua moderazione e la sua condotta esemplare lo fecero benvolere alla corte di Vienna, al punto che l'imperatore Francesco II del Sacro Romano Impero si offrì come padrino di battesimo di suo figlio François, nato appunto a Vienna in quel periodo. Per quanto Francesco II avesse sottoscritto la Reichsdeputationshauptschluss che portò di fatti poi al crollo del Sacro Romano Impero e all'instaurazione dell'Impero austriaco, Champagny non riuscì a convincere la corte di Vienna ad aderire all'impero francese e pertanto egli venne richiamato a Parigi, considerando conclusa la sua funzione.
Acquistò nel medesimo periodo il castello di Marmousets a La Queue-en-Brie.

#### Ministero dell'Interno
Nominato cavaliere della Legion d'onore l'8 agosto 1804, assunse quindi la carica di ministro dell'interno in sostituzione di Jean-Antoine Chaptal mentre ancora si trovava all'estero (il ministero venne affidato ad interim a Jean Étienne Marie Portalis, già ministro del culto, fino al ritorno di Champagny da Vienna). Napoleone gli affidò questo importante ministero certamente per la preoccupazione di porre a capo di questo dipartimento un alto funzionario che non avesse tendenze autonomiste nel suo lavoro, ma indubbiamente anche per le sue oggettive capacità gestionali. Durante la sua gestione degli Interni, Champagny riuscì a introdurre diversi miglioramenti nel sistema amministrativo e nelle opere pubbliche: si deve a lui ad esempio la creazione di rue de Rivoli e la preparazione dell'esposizione nazionale dei prodotti industriali francesi prevista per il 1808.
Nel 1804, sostenne la creazione dell'Academie Celtique, creata da Jacques Cambry, Jacques-Antoine Dulaure e Jacques Le Brigant (la futura Société des antiquaires de France) e nel 1805 ottenne la gran croce della Legion d'onore, accompagnando inoltre l'imperatore alla sua incoronazione come re d'Italia che si svolse il 26 maggio di quello stesso anno nel duomo di Milano.
L'11 giugno 1805, presiedette inoltre alla cerimonia con la quale la Repubblica di Genova chiedeva l'annessione all'impero francese, delegato per tale scopo dallo stesso Napoleone. Nel 1807, riaprì al culto il Pantheon di Parigi e ripristinò il capitolo della Basilica di Saint-Denis.
Nel 1806 fu arbitro nella contesa tra l'architetto Jean-François Chalgrin ed il collega Jean-Arnaud Raymond per la decorazione dell'Arco di Trionfo di Parigi, favorendo il progetto del primo e prevedendone lo spostamento dall'area originariamente prevista presso l'antico sito della Bastiglia all'attuale, ovvero presso la collina dell'Étoile.
Propose altresì un decreto per una migliore integrazione della comunità ebraica presente in Francia, ma con l'obbligo da parte dei mercanti ebrei di ottenere annualmente una patente di autorizzazione. Varò inoltre una legge che prevedeva che gli ebrei dovessero sottoporsi personalmente alla coscrizione, senza la possibilità di pagare un sostituto come avveniva per gli altri cittadini francesi. Tale decreto venne abolito nel 1818 da Luigi XVIII di Francia.
Dal 1804 al 1809, visse nel palazzo privato assegnato al Ministero degli Interni al n.116 di rue de Grenelle.

#### Ministro degli Esteri
Quando Talleyrand decise di lasciare il ministero degli esteri, de Champagny venne chiamato da Napoleone a sostituirlo, l'8 agosto 1807. Nel corso dei primi mesi del suo incarico, si occupò direttamente delle relazioni diplomatiche col Portogallo da poco occupato dalla Francia e sostenne l'idea di Napoleone di occupare direttamente anche la Spagna.
Il 24 aprile 1808 venne creato conte dell'impero francese e poi duca di Cadore il 15 agosto 1809.
Mantenne il suo incarico sino al 1811, conducendo ad esempio negoziati particolarmente delicati come quello contro il blocco continentale promosso dal Regno Unito contro la Francia, l'occupazione della Spagna e del Portogallo e la firma del Trattato di Schönbrunn che pose fine alle guerre della Quinta coalizione antifrancese. Negoziò inoltre il matrimonio tra l'imperatore e l'arciduchessa Maria Luisa d'Austria, ricevendo la gran croce dell'Ordine imperiale di Leopoldo d'Austria nel 1810.
Il 16 aprile 1811, pur col sostegno dello zar Alessandro I di Russia che tre anni prima lo aveva decorato con l'Ordine di Sant'Andrea, Champagny venne costretto a dimettersi dal suo incarico ministeriale per aver troppo sostenuto l'alleanza franco-russa, non prevedendo che le cose sarebbero cambiate repentinamente e che Napoleone si sarebbe rivolto contro lo stesso zar.
Il 21 aprile 1811, venne nominato ministro di stato ed il 9 settembre di quello stesso anno venne nominato intendente generale dei domini della corona (una sinecura), in sostituzione del conte Pierre Daru, allora gran cancelliere dell'Ordre de la Reunion, il 18 ottobre seguente.
Champagny riprese le sue funzioni di senatore dal 5 aprile 1813 e venne nominato segretario di stato dall'imperatrice Maria Luisa e dal consiglio di reggenza, accompagnando la sovrana a Blois dopo la caduta di Napoleone. Fu la stessa imperatrice ad affidargli il compito di portare a suo padre l'imperatore Francesco una sua lettera nella quale gli chiedeva di voler riconoscere Napoleone II quale legittimo erede del trono di Francia, ma la richiesta non ebbe seguito.
Durante l'invasione delle truppe alleate, venne nominato capo della legione della Guardia Nazionale di Parigi l'8 gennaio 1814.

#### La restaurazione

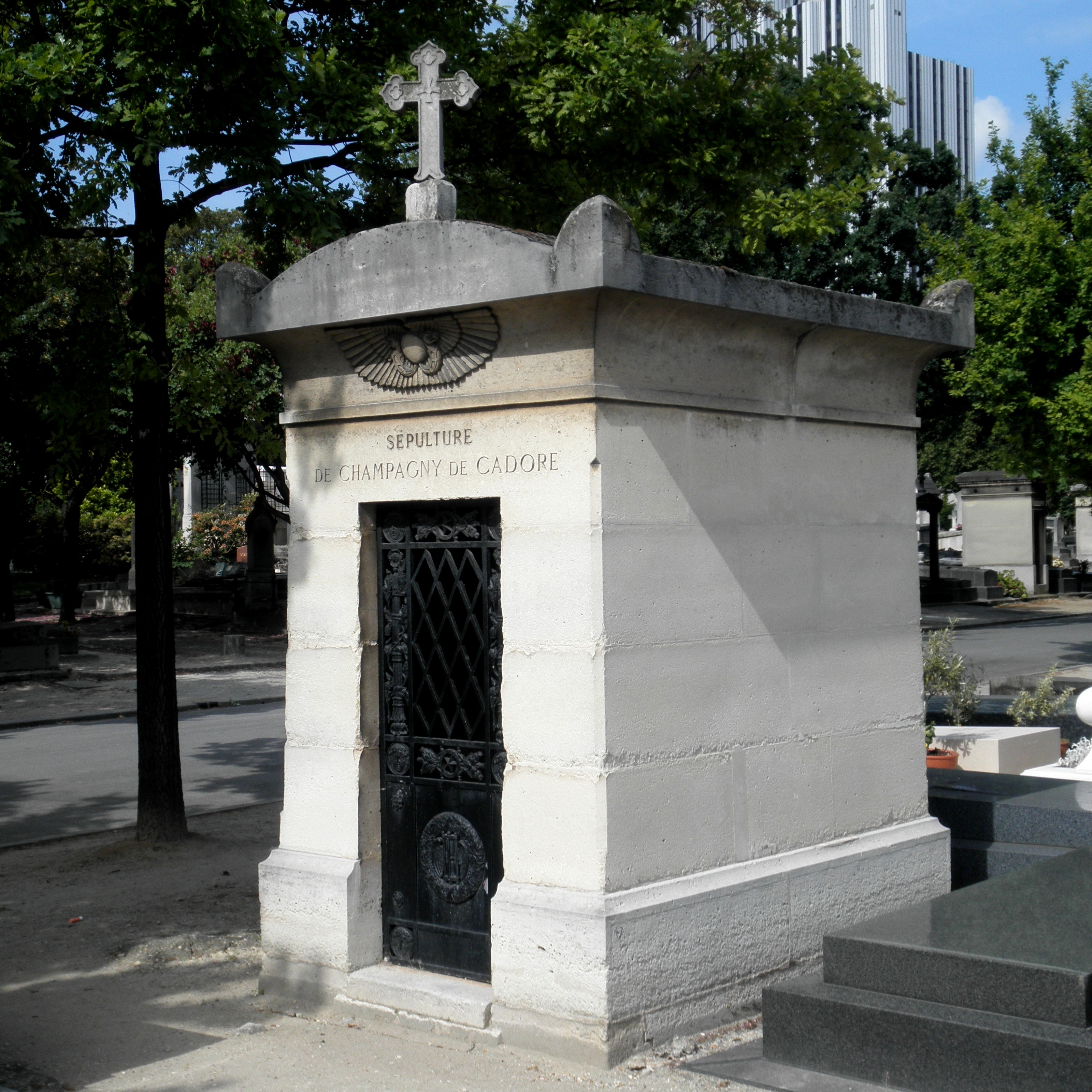
La tomba di Jean-Baptiste Nompère de Champagny nel cimitero di Montparnasse

Il 14 aprile 1814, dopo la caduta di Napoleone, non esitò a schierarsi con i Borboni nella Restaurazione ed il 4 giugno successivo entrò a far parte della Camera dei Pari ed ottenne la nomina a contrammiraglio.
Quando il Bonaparte tornò al potere dopo l'esilio sull'isola d'Elba, rinnovò la propria devozione all'impero e venne nominato da napoleone pari di Francia.
La restaurazione di Luigi XVIII, vide la fine della sua carriera politica con la sua radiazione dall'elenco dei pari con ordinanza del 24 luglio 1815. Il 27 luglio successivo, presentò al re un memorandum scritto di suo pugno nel quale giustificava la sua condotta nel corso dei Cento Giorni e col quale chiedeva al sovrano di restituirgli la dignità di pari di Francia: "Non sono avido di onori - scriveva - ma non posso sopportare di vivere nella disgrazia di un sovrano che amo. Prego il re quindi di restituirmi la mia dignità che, con questa seconda predilezione, diverrà per me doppiamente un onore".
Dovette attendere sino al 1819 quando Élie Decazes lo incluse nel gruppo di sessanta nuovi pari destinati ad essere ripristinati. Venne reintegrato come barone con lettera patente del 25 aprile 1820 e, al senato, si schierò con la destra nazionale. Visse abbastanza a lungo da giurare fedeltà alla Monarchia di luglio nel 1830.
Morì il 3 luglio 1834 a Parigi e venne sepolto nel cimitero di Montparnasse.

## Matrimonio e figli
Jean-Baptiste Nompère de Champagny sposò a Saint-Vincent-de-Boisset il 22 gennaio 1787, Victoire Blandine Hue de Grosbois (1770-1821), dalla quale ebbe i seguenti figli: 
- Marguerite Nicole, detta “Zoé de Champagny” (1788 - 1837), si sposò il 17 dicembre 1805 con Claude-Étienne Chaillou des Barres (1784-1857), primo barone di Chaillou des Barres, prefetto dell'Ardèche poi della Creuse
- Claude Gustave (1790-1792)
- Louise Alix Joséphine, detta “Zéphyrine Nompère de Champagny de Cadore” (1793 - 1824), sposata il 16 agosto 1810 con Emmanuel Camus du Martroy (1786-1843), barone du Martroy e dell'Impero, I visconte du Martroy, prefetto della Creuse dal 1810 al 1814, prefetto dell'Ain dal 1815 al 1820, prefetto del Puy-de-Dôme dal 1820 al 1823 e prefetto dell'Alta Garonna dal 1828 al 1830
- Charles (1794-1799)
- Louis Alix (1796 - 1870), II duca di Cadore, sposò a Parigi il 17 maggio 1824 Caroline Elisabeth de Lagrange (1806 - 1870)
- Marie Henriette (1797 - 1852), sposata il 1 agosto 1817 con Pierre Tissot de La Barre de Mérona (1793- 1854), sindaco di Mérona, consigliere generale del Giura e diplomatico
- Elisabeth (1800-1800)
- Marie Nicole Blandine (1801 - 1865), sposata il 5 luglio 1820 con Alfred Mesnard de Chousy (1792 - 1833), conte di Chousy, ciambellano del re
- François (1804–1882), scrittore e storico, membro dell'Académie française
- Napoleon Marie (1806–1872), scrittore, avvocato e politico, sposato il 30 luglio 1836 con Adèle Marie de Corbineau (1780 - 1823)
- Jerome Paul (1809–1886), V duca di Cadore, politico e ciambellano onorario dell'imperatore nel 1859, sposato il 16 agosto 1852 con Nathalie Duchanoy (1826 - 1906)

## Araldica
|  |

|  |